# Naso
Los Teribes, Naso o Tjerdi son un grupo indígena localizado al noroeste de Panamá, específicamente en la Comarca Naso Tjër Di, en un área de 1300 km², este territorio abarca gran parte de la cuenca del río Teribe y del río San San. Existen alrededor de 3500 habitantes.

## Historia
Los primeros pobladores se establecieron sobre el área de las cuencas de los ríos Teribe, Changuinola y Sixaola; en una región que abarcaba el oeste de la provincia de Bocas del Toro hasta el extremo noreste de Costa Rica.
Es un grupo indígena bien definido y compacto que se conoce desde que los primeros exploradores españoles penetraron por la región bañada por el Río Teribe y sus afluentes.
Se extendían los indios teribes, térebes, tervis, tejves, térrebes, o térrabas, ortografía multiforme con la que se les conoce en las distintas épocas en los documentos de los siglos XVI y XVII a todo lo largo del Río Teribe, Changuinola y la Isla de Toja o Colón, y estaban formados por diversas parcialidades, todas ellas más belicosas que las tribus vecinas. Sólo tenían como enemigos a los chánguenas o chánguinas, tribu Caribe de notable firmeza y a los Talamancas que habitaban las márgenes del Río Sixaola.
Los europeos supieron de dicho grupo, primeramente de Cristóbal Colón cuando llega a las costas de Bocas del Toro en el cuarto viaje, en la bahía de Almirante, el 6 de octubre de 1502. Dicho lugar fue llamado Zorabaró por los indígenas, posteriormente llamado por Colón como Carambarú.
Luego en 1564, el conquistador español Juan Vázquez de Coronado, escucha noticias de una región llamada Texbi, que era rica en oro, pero que los nativos del lugar eran muy hostiles con los españoles y se negaban formar parte del dominio español. Llega al pueblo de Corcuru en la región Teribe, y se encuentra con varios caciques y logra someter a los nativos a manos de los españoles; y bautizó el río Teribe como río de la Estrella, debido a las minas de oro que se encontraban cerca de dicho río. Dicha situación seguiría durante el resto del siglo XVI.
A inicios del siglo XVII, aún existían grupos indígenas dispersos en el recóndito Valle de Duy, de los cuales se distinguían los térrabas (teribes), que eran conocidos por su hostilidad y beligerancia. En 1604, el conquistador Diego de Sojo logra controlar a los indígenas que habitaban el río Sixaola y reúne a los demás grupos dispersos, pero los teribes se rebelan contra los españoles, matando a cuatro de ellos; Sojo sofocó la rebelión con violencia; pero en 1610 surge otra rebelión. En 1618 atacan a los misioneros franciscanos que evangelizaban la región y quemaron una iglesia.
Nuevamente en 1662, por orden de Rodrigo Arias Maldonado y Velazco, reúne a los indígenas dispersos por el valle de Talamanca y Duy; que en total fueron 1200, la mayoría teribes. A finales del siglo XVII continuaban las rebeliones contra los españoles y otros grupos indígenas; los misioneros idean el traslado de grupos indígenas pacíficos hacia el sur, en el lado del Océano Pacífico. En 1695, un grupo de indios teribes fueron enviados a la región de Boruca, al sureste de Costa Rica, y fundan el pueblo de San Francisco de Térraba.
Dichos traslados continuaban a inicios del siglo XVIII; en 1702 se quiso intentar trasladar a todos los teribes a San Francisco de Térraba, pero muchos decidieron no irse, dichos indígenas fueron llamados norteños. Esta acción de traslado era para salvar a los indígenas de la extinción y trasladarlos a Boruca.
Dicho problema radicaba en la aparición de los indios miskito en Talamanca, el río Teribe y Changuinola desde Bluefields, Nicaragua. Durante la ocupación hubo guerras entre los miskitos y teribes, que hicieron relegar a los teribes hacia las montañas, y de los que ya a finales del siglo XVIII solo quedaban cuatro subgrupos. En el siglo XIX, los teribes se enfrentan a los bribri, dichas disputas se resolvieron totalmente en el 2004.
A mediados del siglo XIX, con la formación de las repúblicas centroamericanas la amenaza de los miskitos disminuye.  Abandonan la cuenca de Changuinola y sus afluentes, y así los teribes comienzan a prosperar económicamente, aunque con itermitentes conflictos con los bribri y los indios talamanca.
Durante el siglo XX, pasan muy desapercibidos en el país hasta la llegada al trono de Lázaro Santana que produjo una era de paz y prosperidad a la región, seguido por su hijo Simeón que promovió centros escolares y comedores, y fue quien propuso la creación de una comarca indígena en 1973, pero éste murió repentinamente por una enfermedad y no había quien lo sucediera en la familia, por eso se decidió adoptar un método más democrático para elegir un rey y fue elegida como reina Rufina Santana.
Debido a que la reina Rufina era cuestionada por su labor dentro de los naso, se realizaron elecciones y fue elegido César Santana como rey en 1988 quién prosiguió con la confección y el trámite de aprobación de la ley que establecía la comarca.
En mayo de 1997 el Congreso General solicita al presidente de Panamá, Ernesto Pérez Balladares que se cree la Comarca Naso Tjer-di; pero el 21 de enero de 1998 se crea el corregimiento de Teribe, hecho que fue protestado por el pueblo naso, en especial por el rey César, que solicita una reconsideración a dicha ley.
El 31 de mayo de 1998, el Consejo General del pueblo naso eligió a Tito Santana como rey. No obstante, su designación generó divisiones entre sus simpatizantes y detractores, especialmente en relación con su postura frente a las autoridades locales del corregimiento y a la comunidad naso en general. En 2002 se intentó aprobar la ley para la creación de la comarca Naso Tjër Di, pero esta fue rechazada.
El 30 de mayo de 2004, Tito Santana fue destituido en una asamblea comunitaria, aunque la legalidad de dicha destitución fue objeto de controversia. La principal razón de su remoción fue su apoyo a la construcción de una planta hidroeléctrica en Bonyik, afluente del río Teribe. Sus opositores lo acusaron de no haber consultado previamente al pueblo en Asamblea General y de poner en riesgo el equilibrio ecológico de la región.
En su lugar, fue elegido como nuevo rey naso Valentín Santana, quien ha ejercido el cargo desde entonces.

## Política y gobierno
El pueblo naso, también conocido como teribe, ha sido tradicionalmente regido por una monarquía hereditaria. Según la tradición, únicamente los varones podían acceder al trono, y el cargo de rey era vitalicio. A la muerte del monarca, el título pasaba al hermano siguiente en edad. Una vez fallecido este, la sucesión regresaba al hijo mayor del rey anterior, quien hasta entonces ostentaba el título de príncipe.
En caso de que la dinastía se extinguiera por completo, los varones casados de la tribu debían reunirse para elegir un nuevo rey dentro de otra familia influyente del pueblo.
Actualmente el gobierno está bajo una mezcla de monarquía constitucional y hereditaria. El rey es elegido ahora por el pueblo en una votación, pueden postularse hombres y mujeres (como el caso de la reina Rufina), pero deben pertenecer a la familia Santana, la dinastía gobernante, la cual se inició en la primera mitad del siglo XX. El rey puede ser destituido en el Consejo General del Pueblo, con un quórum de 900 personas, bajo los cargos de homicidio, traición y otros delitos señalados en las leyes tradicionales.
El Palacio Real se encuentra en Sieyik, capital de la región, y en ella se encuentra, aparte del rey, el Consejo General que lo asiste y que también es elegido de manera democrática. El rey no tiene funciones de mando ni de administración de justicia, en la práctica es un dirigente comunitario y representante ceremonial de la etnia.
El Consejo de la comarca indígena Naso Tjër Di de Panamá destronó el lunes 31 de julio de 2023 a Reynaldo Alexis Santana, condenado por la violación de una menor, y nombró como nuevo rey interino a Ardinteo Santana, segundo en la línea de sucesión, que gobernará por un periodo inicial de cinco años.

### Lista de reyes recientes
- Bass Lee Santana
- Santiago Santana
- Santiago Santana, hijo
- Charlee Santana
- Francisco Santana
- Lázaro Santana - (? - 1973)
- Simón Santana - (1973 - 1979)
- Manuel Aguilar (regencia) - (1979 - 25 de abril de 1982)
- Rufina Santana - (25 de abril de 1982 - 30 de julio de 1988)
- César Santana - (30 de julio de 1988 - 31 de mayo de 1998)
- Tito Santana - (31 de mayo de 1998 - 2011)
- Valentín Santana (30 de mayo de 2004 hasta 2011, en disputa)
- Reynaldo Alexis Santana (2 de octubre de 2011 - 31 de julio de 2023, destituido)
- Ardinteo Santana Torres (31 de julio de 2023 - incumbente)

## Demografía
Dentro del área habitan 5568 habitantes según datos del censo de 2023, repartidos en 11 comunidades:
- En el río Teribe: Bonyik, Kuikin, Santa Rosa, Sieyik, Sieyikin, Solón y Sori.
- En el río San San: Drury, La Tigra, Loma Bandera y San San.
- En otras áreas: Charagre y Yorkin.

Se estima que existen 1000 habitantes de esta etnia fuera del territorio, especialmente en la ciudad de Changuinola.
En Costa Rica, hay alrededor de 600 habitantes que comparten la cultura.

## Economía
Los naso practican la agricultura y pesca de subsistencia. Los habitantes hablan el idioma teribe, aunque la mayoría también sabe hablar el español.

## Cultura
Algunos teribes profesan la religión católica, aunque tradicionalmente creen en Sibö, Dios supremo y autor de la creación del mundo. También profesan una veneración muy respetada al río Teribe, al cual llaman Gran Abuela y que ha servido de sustento para la etnia en general.
Las familias poseen un núcleo monogámico, pero varían la cantidad de miembros por familia en varias localidades. No poseen actualmente ritos tradicionales para el matrimonio.
Viven en casas de madera, con techos de hojas de palma de tipo yambú; generalmente estas viviendas están situadas en lugares altos, para protegerse de las fuertes crecidas del río Teribe.
La gran mayoría de los naso, lleva el apellido Santana.
En Costa Rica, hay seis clanes que tienen apellidos diferentes.